# Adam Czerniaków
Adam Abram Czerniaków (30. listopadu 1880, Varšava – 23. července 1942, tamtéž) byl polsko-židovský inženýr a senátor v předválečném Sejmu. 23. července 1942 spáchal ve Varšavském ghettu sebevraždu požitím kyanidové tablety. Stalo se tak pouhý den po začátku masové deportace Židů z Varšavského ghetta do vyhlazovacích táborů.

## Život
Vystudoval inženýrství a učil ve varšavské židovské komunitě na střední škole. Během let 1927 – 1934 byl varšavským radním a nadto byl roku 1931 zvolen do polského senátu 4. října roku 1939 jen pár dní po obsazení Varšavy nacisty se Czerniaków stal hlavou 24členného Judenratu (židovské rady), jehož úkolem bylo plnění nacistických nařízení v později vzniklém ghettu.
Vzhledem k přípravám Němců na masovou deportaci varšavských Židů do nově postaveného vyhlazovacího tábora Treblinka bylo Judenratu uloženo vypracovat seznamy Židů k deportaci.
22. července 1942 Judenrat obdržel od SS instrukce, které tvrdily, že všichni varšavští Židé budou „přesídleni“ na východ. Výjimkou byli Židé pracující německý válečný průmysl, personál nemocnic, členové Judenratu se svými rodinami a členové policie v ghettu s rodinami. V průběhu dnu se Czerniakówovi podařilo sehnat další výjimky pro hrstku jednotlivců, v to počítaje například kanalizační dělníky, manžele žen pracující v továrnách a některé středoškolské studenty. Avšak přes všechny své prosby nebyl schopen získat výjimky pro sirotky ze sirotčince Janusze Korczaka. Nacistické rozkazy také stanovovaly počet deportovaných na 6000 denně; ti měli být dodáváni Judenratem a shromažďováni židovskou policií. V případě nesplnění rozkazu mělo být okamžitě popraveno přibližně sto zajatců, mezi kterými byli zaměstnanci Judenratu i Czerniakówova vlastní manželka.

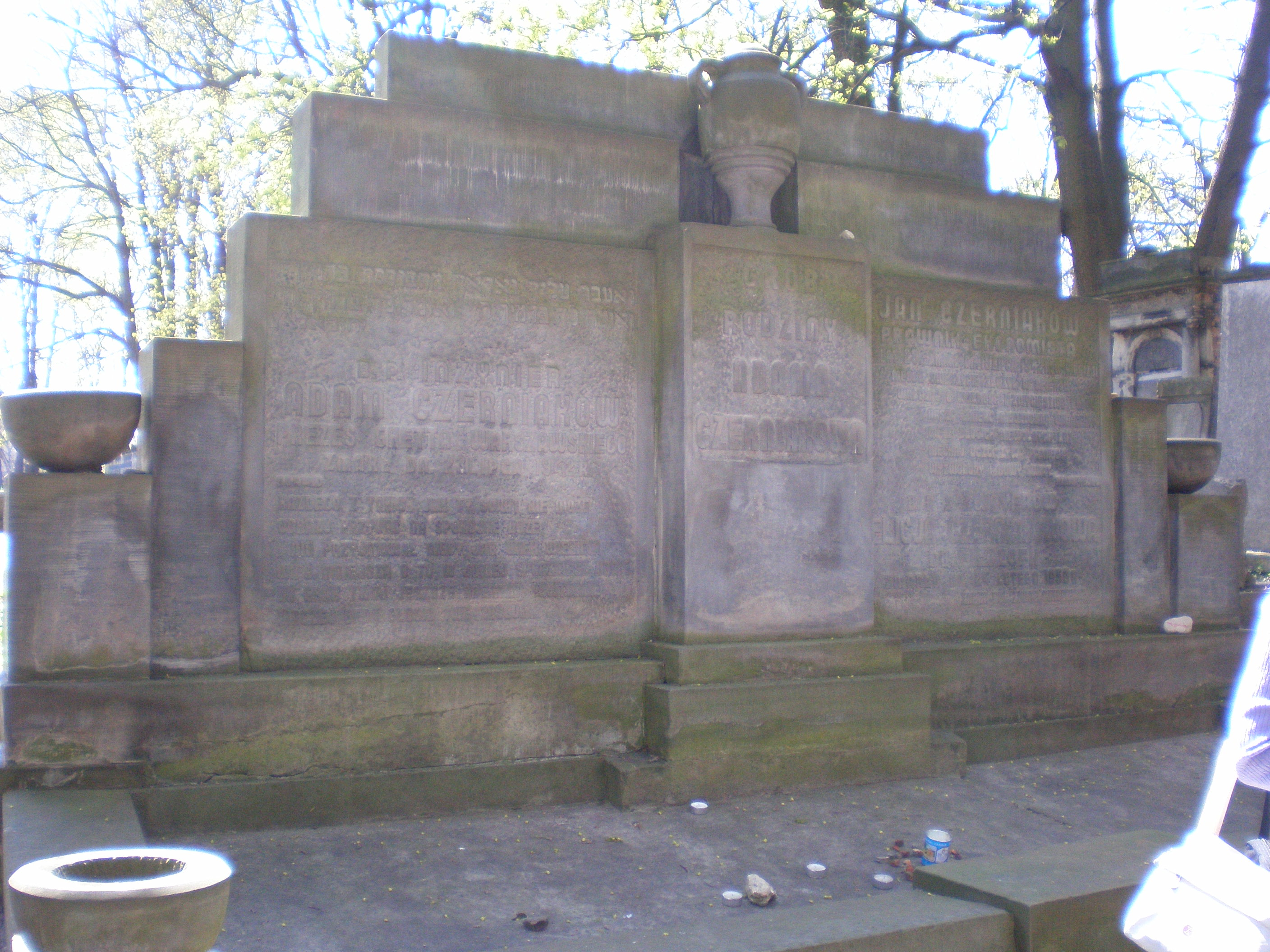
Hrob, kde je pochován Adam Czerniaków spolu se svou ženou

Poté, co si uvědomil skutečnost, že deportace znamená smrt, Czerniaków prosil o ušetření sirotků. Když neuspěl, vrátil se do své kanceláře a spolkl kyanidovou kapsli, kterou u sebe nosil. Své ženě zanechal dopis na rozloučenou, kde uvedl: 
| „ | Požádali mě, abych zabil děti mého národa svýma vlastníma rukama. Nemohu dělat nic jiného, než zemřít. | “ |
| — | |   |

a svému spolupracovníku z Judenratu napsal:
| „ | Už to déle nemohu vydržet. Můj čin každého přesvědčí, že jsem konal správnou věc. | “ |

Czerniaków si vedl deník od 6. září 1939 do dne své smrti. Publikován a přeložen do angličtiny byl roku 1979. Adam Czerniaków je pohřben na hřbitově v ulici Okopowa ve Varšavě. Byl ztvárněn Donaldem Sutherlandem ve filmu Vzpoura z roku 2001. Výňatky z jeho deníku jsou použity v novém dokumentárním filmu Nedokončený film.